# Vrh pri Dolskem
Vrh pri Dolskem este o localitate din comuna Dol pri Ljubljani, Slovenia, cu o populație de 22 de locuitori.